# Heereslogistikschule (Bundesheer)
Die Heereslogistikschule (HLogS) ist die größte Fachschule des österreichischen Bundesheeres. Sie entstand im Jahr 1972 und betreibt Lehrstätten an sechs Standorten in Wien, Zwölfaxing und Großmittel, wobei das Kommando der HLogS, gemeinsam mit den Lehrgruppen Wirtschafts-, Feldzeug und Technischer Dienst, in der Vega-Payer-Weyprecht-Kaserne in Wien
untergebracht ist.

## Geschichte
Am 1. Mai 1958 wurde die Heeresfachschule für Technik in der ehemaligen großen Breitenseerkaserne, der heutigen Vega-Payer-Weyprecht-Kaserne gegründet. Auftrag dieser Schule war die Durchführung der gesamten technischen Ausbildung mit Ausnahme des Bereiches Fliegertechnik. Sie bestand bis zum 5. November 1972 als selbständige Fachschule. Im Herbst des Jahres 1958 wurde die Fliegertechnische Schule am Fliegerhorst Vogler in Hörsching aufgestellt und mit der Ausbildung des fliegertechnischen Personals betraut. Sie bestand bis zum 31. August 1969. Am 15. Juni 1960 wurde die Heereswirtschaftsschule mit dem Auftrag, das Wirtschafts- und Feldkochpersonal auszubilden, in der Stiftskaserne eingerichtet. In weiterer Folge kam die Ausbildung der Kanzleiunteroffiziere hinzu. Die Schule bestand bis zur Zusammenlegung mit der Heeresnachschubschule. Die Heeresnachschubschule, die mit Wirkung vom 1. Juni 1961 gebildet worden war, ging aus dem früheren Schulungsreferat der Nachschubabteilung hervor. Sie bildete das Feldzeug- und Nachschubpersonal aus. Die Unterbringung erfolgte ebenfalls in der großen Breitenseerkaserne.
Im Zuge der Heeresreform erfolgte schließlich am 15. Mai 1968 die Zusammenlegung der Heeresnachschubschule mit der Heereswirtschaftsschule, zu deren Kommandanten Oberst des Verwaltungsdienstes Hermann Weihmann-Busch bestellt wurde. Die Schule war in der Graf-Radetzky-Kaserne untergebracht, die Lehr- und Versuchsküche verblieb in der Maria-Theresien-Kaserne. Die Fliegertechnische Schule in Hörsching wurde mit 31. August 1969 aufgelöst und am 1. September 1969 mit der Heeresfachschule für Technik zusammengeführt. Sie wurde in die 2. Lehrkompanie Fliegertechnik umgegliedert, welche auch das Internat der Bundesfachschule für Fliegertechnik führt. Im Zuge des weiteren Heeresaufbaues sollte aus der Heeresnachschub- und Wirtschaftsschule und der Heeresfachschule für Technik eine zentrale Ausbildungsstätte für alle Versorgungsdienste mit Ausnahme des Sanitätsdienstes geschaffen werden. Das Ziel war, die Versorgungsausbildung an einer Ausbildungsstätte zu konzentrieren, dabei Infrastruktur einzusparen und die Zusammenarbeit zwischen den einzelnen Versorgungsbereichen zu vertiefen. Die im Zuge dieser Planung erstellte Organisationsform wurde genehmigt und blieb bis zum heutigen Tage nahezu unverändert bestehen.
Am 6. November 1972 erfolgte die Zusammenführung der beiden Schulen zur Heeresversorgungsschule, zu deren erstem Kommandanten Wilhelm Höck bestellt wurde. Zum stellvertretenden Schulkommandanten wurde Friedrich Schörgi berufen, der mit Wirkung vom 1. November 1979 auch die Nachfolge als Schulkommandanten antrat. Er stand der Schule bis zum 30. Juni 1985 vor. Am 2. September 1985 übernahm Hannes Froschauer das Kommando der Heeresversorgungsschule. Er leitete die Schule bis zu seiner Ruhestandsversetzung am 31. März 2000. Seit 1. Juli 2000 wird die Heeresversorgungsschule durch Dieter Jocham geführt. Mit 1. Januar 2002 wurde die Heereskraftfahrschule in die HLogS integriert.
Mit 1. Juli 2009 wurde die HVS im Zuge eines Festaktes in Heereslogistikschule umbenannt.
Am 30. Oktober 2018 erfolgte anlässlich der Ruhestandsversetzung von Dieter Jocham die Kommandoübergabe der Heereslogistikschule an Stefan Lampl.
Seit 1. April 2019 ist die Heereslogistikschule dem neu aufgestellten Kommando Streitkräftebasis zugeordnet.
Am 4. Oktober 2024 fand unter Anwesenheit des Generalstabschefs, General Rudolf Striedinger, die feierliche Kommandoübergabe der Heereslogistikschule in der Vega-Payer-Weyprecht-Kaserne statt. Der bisherige Schulkommandant und Logistikexperte, Brigadier Stefan Lampl, übergab das Kommando an seinen Nachfolger, Oberst des Generalstabsdienstes Siegfried Skudnigg.

## Aufgaben und Personal
Die HLogS hat die Aufgabe, die Ausbildung sämtlicher Versorgungsdienste, mit Ausnahme des Sanitätsdienstes, wahrzunehmen und ist darüber hinaus mit der Aus-, Fort- und Weiterbildung von Offizieren, Unteroffizieren und Zivilbediensteten sowohl des Aktiv- als auch des Milizstandes beauftragt. Zusätzlich ist sie mit der Durchführung einer Lehrlingsausbildung und der Leitung einer Werkmeisterschule betraut, sowie mit der Durchführung der Grundlagenarbeiten, wie insbesondere der Erstellung von Vorschriften, Merkblättern, Lernbehelfen usw. befasst. Dieser Auftrag wird derzeit unter der Führung des Schulkommandanten mit einer Stabsabteilung und vier Instituten umgesetzt. Der Personalstand umfasst heute ca. 230 Offiziere, Unteroffiziere, Vertrags- und Zivilbedienstete sowie Bundeslehrer. Die Heereslogistikschule nimmt weiters die Aufgaben eines Innovationszentrums wahr, indem sie für die Weiterentwicklung der einzelnen Fachbereiche sowie für die Wahrung der Internationalität und der erforderlichen Kompatibilität Sorge trägt. Darüber hinaus stellt die HLogS ein Kompetenzzentrum des Österreichischen Bundesheeres dar, indem sie jederzeit abfragbare bzw. abrufbare Fachinformation zu allen Versorgungsdiensten zur Verfügung stellt.

### Kommandanten
| HLogS                     | von – bis         |
| ------------------------- | ----------------- |
| Brigadier Dieter Jocham   | 07/2009 – 10/2018 |
| Brigadier Stefan Lampl    | 10/2018 – 10/2024 |
| ObstdG Siegfried Skudnigg | 10/2024 –         |
| Brigadier Klaus Jäger     |                   |